# Nototheniops
Nototheniops is een geslacht van straalvinnige vissen uit de familie van ijskabeljauwen (Nototheniidae).

## Soorten
- Nototheniops nybelini (Balushkin, 1976)
- Nototheniops tchizh (Balushkin, 1976)